# Hylodesmum densum
Hylodesmum densum là một loài thực vật có hoa trong họ Đậu. Loài này được (C. Chen & X.J. Cui) H. Ohashi & R.R. Mill mô tả khoa học đầu tiên năm 2000.